# 変ラボ
『変ラボ』（へんラボ）とは、日本テレビで2016年4月8日から2016年9月30日まで毎週金曜日0:59 - 1:29（木曜深夜）に放送されていたバラエティ番組である。
レギュラー放送開始に先駆け、2015年7月と2016年1月に単発放送が行われた。

## 概要
ニュースになる新発見を求め、NEWSの4人が誰もやらない珍実験に取り組み、誰も知らない答えに巡り着く。
レギュラー放送では、実験企画（バカリズムが最後に「採用」「再提出」「ボツ」の3段階でVTRを評価する）変ラボの未来を議論する「放課後研究室」で構成される。
2016年8月1日には、23:59 - 24:55枠（プラチナイト枠）でレギュラー放送初の1時間拡大版が全国放送された。

## 出演者
MC
- NEWS
  - 小山慶一郎
  - 加藤シゲアキ
  - 増田貴久（単発第2弾 - ）
  - 手越祐也（単発第2弾 - ）

レギュラー調査員
- 齋藤孝
- バカリズム

## 放送リスト

### 放送予定変更
- レギュラー版第2回は2016年4月15日に放送する予定だったが、前日に発生した平成28年熊本地震に伴う緊急報道体制で休止となり、同年4月22日へ延期された。
- レギュラー版第21回のスタジオゲストは高畑裕太であったが、放送2日前に不祥事を起こして逮捕されたことを受け、一部のシーンを削除して再編集する形での放送となった。なお、これに伴って遅れ放送がされている地域の一部では、同回を放送中止するなどの対応が順次行われている。

## スタッフ
- 企画・演出：前川瞳美
- 構成：倉本美津留、市川十億衛門、山形遼介
- TM：小椋敏宏
- SW：鎌倉和由
- CAM：中村哲也
- MIX：中村宏美
- VE：鈴木昭博
- 照明：粂野高央
- 編集：三井慎一郎、荻原邦晃
- 編集アシスタント：坂本昇太
- MA：安河内隆文
- 音効：岡田淳一
- 美術：杉山知香
- デザイン：柿崎愛子
- 大道具：矢口幸二
- 小道具：米山幸市
- 持道具：市橋理恵
- 衣装：村上紘美
- メイク：小室あい
- 美術協力：日テレアート
- 技術協力：NiTRo、ヌーベルアージュ
- 協力：ジャニーズ事務所
- デスク：高橋菜津子
- TK：山沢啓子
- AD：齋藤健太、河合亮輔、井上貴美子、直原史歩、月井悠太
- AP：本橋亜土
- ディレクター：飯髙昌宏、金光豪、小田葉月、平野玲二、古沢将、小倉大輔、中村誠二、飯塚翔
- ディレクター・チーフディレクター：道下貴之、作井正浩
- 監修：古立善之
- プロデューサー：藤崎一成、横田崇、八木田祐子
- チーフプロデューサー：道坂忠久
- 制作協力：いまじん
- 製作著作：日本テレビ

### 過去のスタッフ
- TM：新名大作
- ディレクター：中山健志、黒石岳志（共に単発第2弾）
- チーフディレクター：川端鉄也
- チーフプロデューサー：田中宏史

## ネット局
| 放送対象地域 | 放送局         | 放送期間                      | 放送時間                     | 系列           | 備考       |
| ------------ | -------------- | ----------------------------- | ---------------------------- | -------------- | ---------- |
| 関東広域圏   | 日本テレビ     | 2016年4月8日 - 9月30日        | 金曜 0:59 - 1:29（木曜深夜） | 日本テレビ系列 | 制作局     |
| 福岡県       | 福岡放送       | 2016年4月22日 - 10月14日      | 金曜 1:45 - 2:15（木曜深夜） | 日本テレビ系列 | 遅れネット |
| 山梨県       | 山梨放送       | 2016年4月24日 - 10月16日      | 日曜 0:55 - 1:25（土曜深夜） | 日本テレビ系列 | 遅れネット |
| 近畿広域圏   | 読売テレビ     | 2016年4月28日 - 10月20日      | 木曜 1:29 - 1:59（水曜深夜） | 日本テレビ系列 | 遅れネット |
| 中京広域圏   | 中京テレビ     | 2016年5月7日 - 10月29日       | 木曜 2:15 - 2:45（水曜深夜） | 日本テレビ系列 | 遅れネット |
| 宮城県       | ミヤギテレビ   | 2016年7月5日 - 12月26日       | 火曜 0:59 - 1:29（月曜深夜） | 日本テレビ系列 | 遅れネット |
| 静岡県       | 静岡第一テレビ | 2016年7月6日 - 12月27日       | 水曜 1:34 - 2:04（火曜深夜） | 日本テレビ系列 | 遅れネット |
| 富山県       | 北日本放送     | 2016年7月23日 - 2017年1月13日 | 土曜 2:00 - 2:30（金曜深夜） | 日本テレビ系列 | 遅れネット |